# Pedro da Silva (vice-rei da Índia)
Pedro da Silva (cerca de 1580 — Goa, 24 de junho de 1639) foi um administrador colonial português, XXIV vice-rei da Índia.
Era filho de Fernão da Silva, moço fidalgo e vedor da Fazenda, e de Madalena de Lima, filha de Pedro de Castelo-Branco, capitão de Ormuz e comendador de Santa Maria de Vila de Rei.